# Thomas Wilbacher
Thomas Johannes Wilbacher, född 14 augusti 1979, är en svensk sportjournalist och poddare. Tillsammans med Gusten Dahlin driver han sedan 2016 Sveriges största fotbollspodcast, Tutto Balutto. 
Wilbacher växte upp i Rönninge, Salems kommun till en österrikisk far och en svensk mor. Han arbetade en tid för Svenskafans.com, där han bevakade sitt favoritlag ACF Fiorentina.
Han arbetade som journalist och krönikör för Expressen mellan åren 2013–2020 där han bevakade internationell fotboll. Han arbetade en tid för Discovery Networks.
År 2022 var han med och skapade företaget K26 Media, Sveriges största mediebyrå vad gäller produktion av podcast och Youtube-sändningar.
År 2007 spelade han huvudrollen i den svenska filmen Alla andra.